# Amédéa de Montferrat
Amédéa de Montferrat (vers 1420 - 13 septembre 1440), fille de Jean-Jacques, marquis de Montferrat, et de Jeanne de Savoie.
Elle épouse le 3 juillet 1440 Jean II de Lusignan (1418-1458), roi de Chypre. Elle meurt deux mois plus tard, le 13 septembre.

## Source
(en) Charles Cawley, « CYPRUS », sur Medieval Lands, Foundation for Medieval Genealogy, 2006-2016 (consulté le 13 août 2018)